# کارولین لاول
کارولین لاول (انگلیسی: Caroline Lavelle؛ زادهٔ ۱ ژانویهٔ ۱۹۶۹) موسیقی‌دان، ترانه‌سرا و نوازنده ویولنسل اهل بریتانیا است.
او تاکنون سه آلبوم انفرادی ساخته و در ساخت آهنگ بسیاری از هنرمندان دیگر شرکت داشته است.